# Adalberto da Baviera (1886–1970)
Adalberto da Baviera (Adalberto Afonso Maria Ascensão Antônio Humberto José Príncipe da Baviera; Munique, 3 de junho de 1886 – Munique, 	29 de dezembro de 1970) foi um príncipe bávaro membro da Casa de Wittelsbach, historiador, autor e embaixador da Alemanha na Espanha.